# Henry Dillon (8e vicomte Dillon)
Pour les articles homonymes, voir Henry Dillon et Dillon.
Henry Dillon, 8e vicomte Dillon (1668-1713) est un noble irlandais qui est lord-lieutenant de Roscommon.

## Biographie
En 1694, il réussit à obtenir un renversement de la mise hors la loi prononcée à l'encontre de son défunt père Theobald Dillon, qui a servi avec l'Armée irlandaise de Jacques II contre Guillaume III d'Orange-Nassau. Plus tard, il sert en tant que lord-lieutenant du comté de Roscommon.
Il meurt en 1713, laissant un fils, Richard, 9e vicomte, qui meurt en 1737, sans descendance masculine. Le titre passe à son neveu, fils de son frère Arthur, Charles. Ce dernier meurt aussi sans descendance, en 1741, et la vicomté passe à son frère Henry Dillon.